# Силласте, Галина Георгиевна
Гали́на Гео́ргиевна Си́лласте (род. 1946) — советский и российский учёный, доктор философских наук, профессор социологии.
Автор сотен статей и монографий по вопросам женщин и семьи, в том числе книги «Гендерная социология и российская реальность».

## Биография
Родилась 23 мая 1946 года в городе Элва Эстонской ССР.
После окончания в 1969 году Таллинского политехнического института по специальности «Технология пластмасс» и Центрального института патентоведения (Москва, 1971) — в течение нескольких лет работала заведующим реставрационной лаборатории Государственной национальной библиотеки им. Фр. Крейцвальда (ныне Эстонская национальная библиотека), заведующим лекторской группой ЦК ЛКСМ Эстонии, заместителем заведующего отделом пропаганды и агитации Ленинского районного комитета Коммунистической партии Эстонии, лектором ЦК КП Эстонии.
В 1983 году окончила аспирантуру Института социологических исследований АН СССР, защитив диссертацию на соискание ученой степени кандидата философских наук. В 1987—1988 годах обучалась в докторантуре Академии общественных наук при ЦК КПСС, которую окончила в 1988 году защитой диссертации на соискание ученой степени доктора философских наук («Социологические исследования как инструмент перестройки деятельности партийных организаций: на опыте ЭССР»).
Затем работала профессором, заместителем заведующего кафедрой Академии общественных наук при ЦК КПСС, профессором кафедры национальной безопасности Академии государственной службы при Президенте РФ.
С 1996 года заведовала кафедрой социологии Финансового университета при Правительстве РФ. Руководитель научной школы «Гендерная и экономическая социология».
В 2020-е годы — профессор, научный руководитель Департамента социологии Факультета социальных наук и массовых коммуникаций Финансового университета.
Занимается общественной деятельностью: является президентом Международной ассоциации «Женщины и развитие», членом редакционного совета общероссийской газеты «Москвичка» и редколлегии журнала «Социологические исследования». Также занимается политической социологией, социальными проблемами женщин и женских движений; автор и участница теле- и радиопередач на социальные темы.

## Заслуги
- За комплекс социологических исследований по социальным проблемам положения женщин награждена премией Президента РФ.
- Удостоена почётного звания «Заслуженный деятель науки Российской Федерации» (Указ Президента России от 19.05.2003).
- Награждена Почётной грамотой Российского общества социологов (РОС) РАН (2006, «За вклад в подготовку социологических кадров и активную деятельность по проведению научных мероприятий»).
- В 2014 году была награждена медалью ордена «За заслуги перед Отечеством» II степени.[3]
- 26 мая 2016 года ректор Финансового университета М. А. Эскиндаров вручил Галине Георгиевне медаль «За заслуги перед Финансовым университетом» (в связи с юбилеем).